# كوهي شيميزو
كوهي شيميزو (باليابانية: 清水 航平) (30 أبريل 1989 في موناكاتا في اليابان – )؛ هو لاعب كرة قدم ياباني سابق كان يلعب كلاعب وسط.

## وصلات خارجية
- كوهي شيميزو على موقع الاتحاد الدولي (مؤرشف)  (الإنجليزية)
- كوهي شيميزو على موقع رابطة كرة القدم اليابانية للمحترفين (اليابانية)
- كوهي شيميزو على موقع قاعدة بيانات كرة القدم.إي يو (الإنجليزية)
- كوهي شيميزو على موقع Soccerway.com (الإنجليزية)
- كوهي شيميزو على موقع عالم كرة القدم.نت (الإنجليزية)
- كوهي شيميزو على موقع كووورة
- كوهي شيميزو على موقع AS.com (الإسبانية)